# مركز ماركت سكوير
مركز ماركت سكوير (بالإنجليزية: Market Square Center) هو مبنى مكاتب شاهق يقع في إنديانابوليس، إنديانا، الولايات المتحدة. يُعرف محليًا أيضًا بلقب المبنى 101. يبلغ ارتفاع المبنى 69 مترًا ويتكون من 20 طابقًا، وقد اكتمل بناؤه عام 1975.

## التصميم والعمارة
يتميز مركز ماركت سكوير بتصميمه العصري الذي يعكس طراز السبعينيات، مع واجهات زجاجية ومعدنية تميز شكله الخارجي. صُمم ليكون جزءًا من خطة تنشيط المنطقة التجارية المحيطة بساحة ماركت سكوير في وسط المدينة. داخليًا، يحتوي على بهو استقبال واسع، ومصاعد سريعة، ومساحات مكتبية قابلة للتعديل تناسب احتياجات المستأجرين المتنوعة.

## الاستخدام والمستأجرون الرئيسيون
يُستخدم المبنى أساسًا كمكاتب تجارية، وهو موطن لعدة شركات ومحامين ومستشارين، ومن بين المستأجرين البارزين:
- مكاتب قانونية محلية ودولية.
- شركات استشارات مالية ومحاسبة.
- وكالات تأمين.
- بعض مكاتب حكومية إقليمية.
- كما يضم المبنى في طابقه الأرضي مطاعم صغيرة ومرافق خدمية تلبي احتياجات العاملين والزوار.

## الأهمية
يُعتبر مركز ماركت سكوير أحد المعالم المعمارية في إنديانابوليس خلال فترة السبعينيات، وقد ساهم في تعزيز مكانة المنطقة كمنطقة تجارية مركزية. لا يزال المبنى يُستخدم بنشاط حتى اليوم، وهو جزء من مشهد ناطحات السحاب المميز للمدينة.